# Tom Menting
Tom Menting (* 29. November 1994 in Wageningen, Provinz Gelderland) ist ein niederländischer Fußballspieler. Er steht seit 2017 beim SV Spakenburg in der viertklassigen Derde Divisie und wird meist im zentralen Mittelfeld eingesetzt.

## Karriere
Seine Profikarriere begann er bei BV De Graafschap in Doetinchem. Ab 2013 war er zuerst in der zweiten Mannschaft aktiv, debütierte dann aber am 3. Oktober 2014 in der ersten Mannschaft und in der Jupiler League. Beim 2:1-Sieg gegen den FC Den Bosch wurde er von Trainer Jan Vreman in der 68. Minute für Kristopher Vida eingewechselt. Am Ende der Saison konnte er mit seinen Mitspielern vom BV De Graafschap den Aufstieg in die Eredivisie feiern.
In der Eredivisie debütierte er am 20. September 2015 und wurde bei der 0:3-Niederlage gegen Vitesse Arnheim in der 73. Minute für Youssef El Jebli eingewechselt. Am Ende der Saison stieg er mit seinem Verein direkt wieder in die Jupiter League ab. Zudem lief sein Vertrag zum Saisonende aus und er erhielt vom BV De Graafschap keinen neuen Vertrag. Daraufhin schloss er sich am 1. September 2016 als Amateur der zweiten Mannschaft von Willem II aus Tilburg an. Im Januar 2017 absolvierte er ein einwöchiges Probetraining beim Zweitligisten Achilles ’29 in Groesbeek, blieb jedoch anschließend bei Willem II.
Zur Saison 2017/18 wechselte er zum Amateurverein SV Spakenburg, welcher in der viertklassigen Derde Divisie spielt. Sein Debüt für den neuen Verein gab er am 7. Oktober 2017 beim 2:1-Sieg gegen die zweite Mannschaft vom FC Groningen und wurde dabei in der 90. Minute eingewechselt.

## Erfolge
- Aufstieg in die Eredivisie: 2014/15